# Peugeot Traveller
Peugeot Traveller — мінівен французької марки Peugeot, що виготовляється на заводі Sevel у Валансьєнні (Франція) у співпраці з Toyota і прийшов на заміну Peugeot 807. Крім Traveller виготовлялися подібні моделі, такі, як Citroën Spacetourer і Toyota ProAce. Комерційна версія автомобіля називається Peugeot Expert.

## Опис

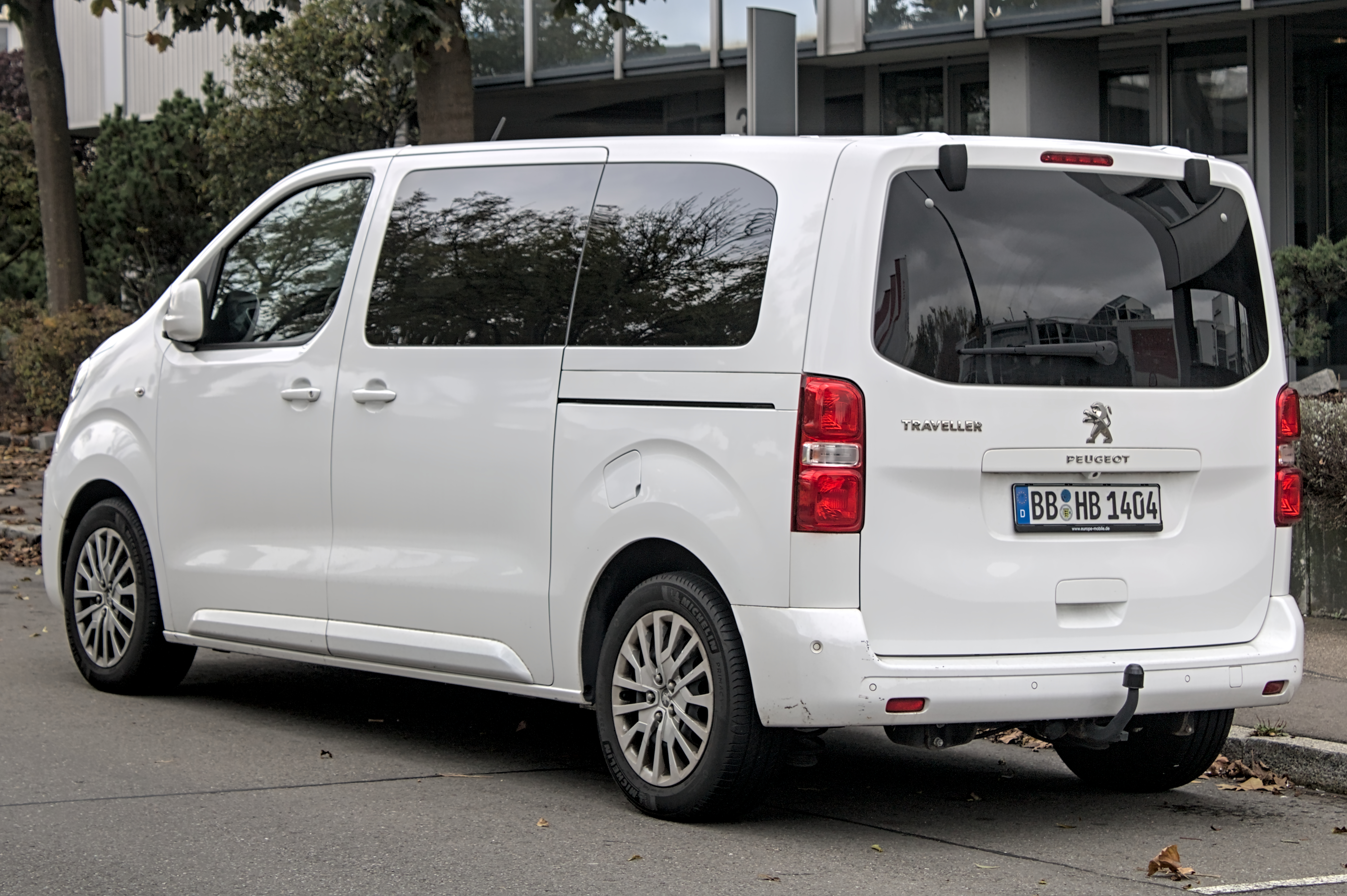
Traveller

Мінівен Peugeot Traveller створений на модульній платформі EMP2, яка використовується на C4 Picasso і Grand C4 Picasso.

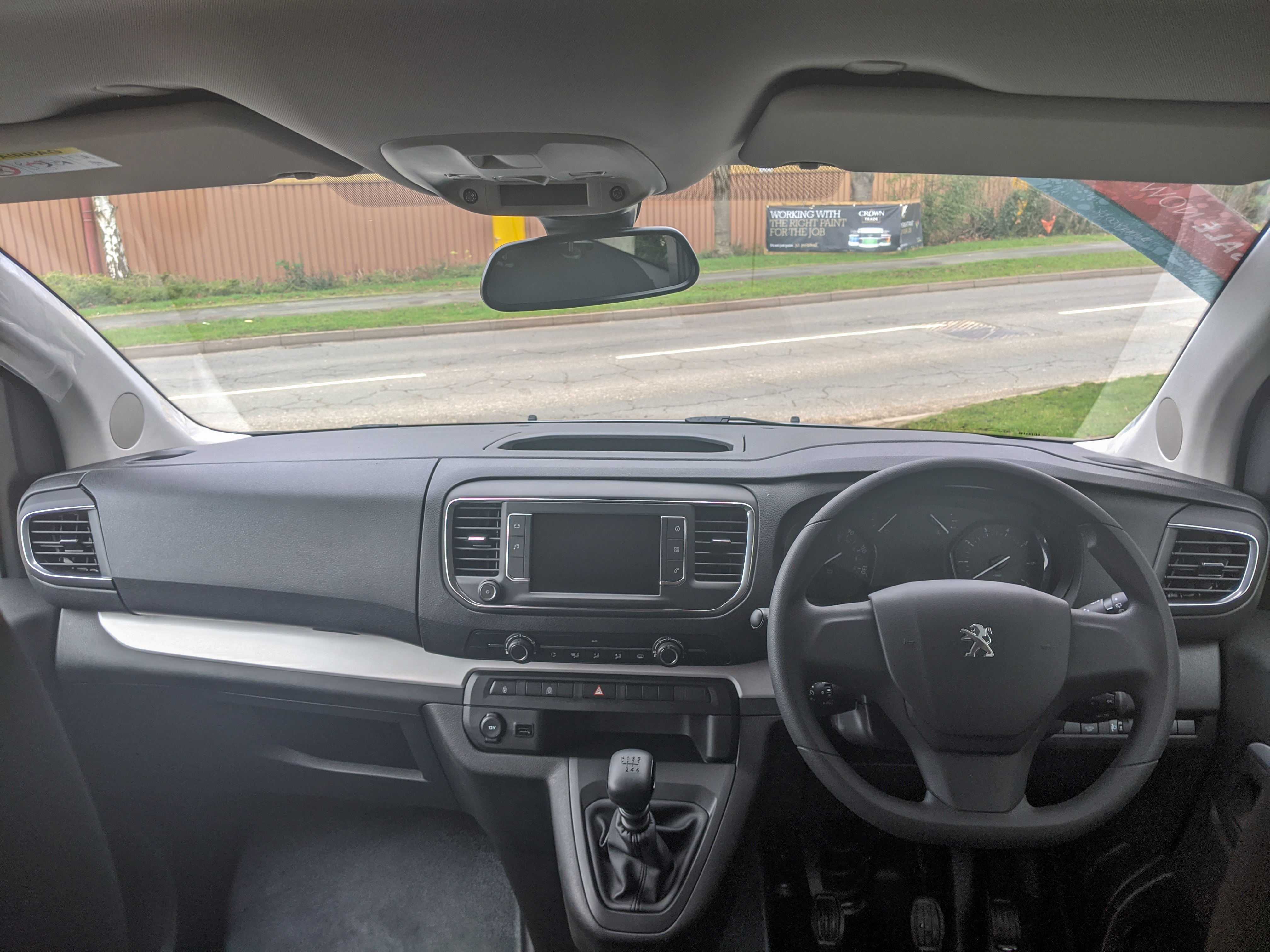

Мультимедійна система позбавлена кольорового дисплею, проте чорно-білий екрас транскрибує назви аудіофайлів досить вдало, мультимедіа з легкістю підхоплює медіа з підключеного через Bluetooth смартфона, «флешки» або AUX. З «механікою» максимально допустима вантажопідйомність автомобіля становить 1414 кг, майже півтори тонни. Так що крім 8 пасажирів легко можна перевезти ще й 600-700 кг поклажі.

### e-Traveller
Після представлення електричного акумулятора e-Expert у травні 2020 року Peugeot також представив e-Traveller із трансмісією від Peugeot e-208 потужністю 136 к.с. наступного місяця. Він надійшов у продаж у жовтні 2020 року. Доступні батареї двох різних розмірів. Варіант на 50 кВт/год забезпечує запас ходу відповідно до 230 км (цикл WLTP), варіант на 75 кВт/год – 330 км. З 2022 року на більшості ринків пропонується лише версія з акумулятором. Клієнти, яким потрібен двигун внутрішнього згоряння, можуть вибрати Peugeot Expert або Toyota ProAce Verso.

### Двигуни
- Дизельні

| Двигун               | Об'єм [см3 ] | Потужність [к.с.] ([кВт]) при об/хв | Крутний момент [Нм] при об/хв | Циліндри | Клапанний механізм | Максимальна швидкість км/год |
| -------------------- | ------------ | ----------------------------------- | ----------------------------- | -------- | ------------------ | ---------------------------- |
| BlueHDi 95 BVM       | 1560         | 95 (70)/3750                        | 210/1750                      | Р4       | DOHC/16            | 145                          |
| BlueHDi 95 S&S ETG6  | 1560         | 95 (70)/3750                        | 240/1750                      | Р4       | DOHC/16            | 145                          |
| BlueHDi 115 S&S BVM6 | 1560         | 116 (85)/3500                       | 300/2000                      | Р4       | DOHC/16            | 160                          |
| BlueHDi 150 S&S BVM6 | 1997         | 150 (110)/4000                      | 370/2000                      | Р4       | DOHC/16            | 170                          |
| BlueHDi 180 S&S EAT6 | 1997         | 177 (130)/3750                      | 400/2000                      | Р4       | DOHC/16            | 170                          |